# 菅野谷高政
菅野谷 高政（すがのや たかまさ、生没年未詳）は、江戸時代の俳諧師。通称、孫右衛門。

## 来歴
京都富小路通錦小路上ル町に住む。延宝3年（1675年）『誹諧絵合』を刊行して俳壇へ進出。延宝5年（1677年）、西山宗因と菅野谷高政の百韻を巻頭に置く『後集絵合千百韵』を刊行。翌年には西山宗因を自宅へ招聘し、「末茂れ守武流の惣本寺」の句をもらい受け、西山宗因に傾倒する。延宝7年（1679年）、『誹諧中庸姿』を刊行するが、荒誹諧として貞門派の批判を受け、随流著『誹諧破邪顕正』以後、貞門派と談林派の論争に発展する。延宝8年（1680年）、随流への批判に答える形で『是天道』を刊行し、翌年も『ほのぼの立』を刊行。異体異風の俳風を誇示するが、天和2年（1682年）の西山宗因の死後は俳壇の第一線から退く。その後の活動は不明。元禄10年（1697年）、下里知足『多日万句羅』に、当時60歳くらいと記述されている。
当初、江戸住みで延宝2、3年頃に京都に上京したとする説があったが、雲英末雄によって江戸住高政と京都高政は別人であると推定され、森川昭の『多日万句羅』翻刻によって別人説が裏付けられた。